# 菊花街道
菊花街道，是中华人民共和国辽宁省葫芦岛市兴城市下辖的一个乡镇级行政单位。辖域为觉华岛（菊花岛）及其附属岛屿。

## 行政区划
菊花街道下辖以下地区：
菊花岛北村和菊花岛南村。